# 2021年精子提供訴訟
2021年精子提供訴訟（2021ねんせいしていきょうそしょう）とは、2021年（令和3年）12月27日、日本の女性が、自身へ精子提供（AID）を行った中国出身の男性に対して「男性が国籍・学歴・婚姻状況を詐称していたことで、精神的苦痛を受けた」として損害賠償を請求した訴訟である。
精子提供をめぐる訴訟・裁判は日本では珍しい。なお、類似した事件は2000年（平成12年）にも起きている（当該記事を参照）。

## 精子の提供者と被提供者

### 被提供者：女性A
精子提供を受けた女性（Aとする）は、夫との間に生まれた中学生の第1子（長男）と3人で暮らしていた。Aは東京都に在住する会社経営者で、2020年（令和2年）6月時点で35歳だった。

#### 第2子の挙児希望
Aによれば、Aは以前から夫との第2子を望んで不妊治療を行っていたが妊娠できず、不妊検査ではAに問題はなかったという。Aの証言では、夫は「不妊の原因は女性にある」という固定観念を持ち、さらにAや第1子へ家庭内暴力を行っていたことから、Aは夫との話し合いの場を持てなかった。
Aは「（家庭の）状況にプラスの変化を起こす最終段階」として、第2子の妊娠を望み続けていたという。またAは「夫に遺伝性の難病が判明した」とも後に主張している。

#### 提供者の検索
Aが悩んでいるうちに、知人からインターネット上のSNSでの精子提供を教えられ、Twitterなどで精子の提供者を探した。「夫と容貌が似ており、同じ日本人で、学歴が同程度（夫は東京大学卒）で、夫と血液型が一致し、未婚で交際相手のいない男性」を条件としていたという。また「夫と同じIQ130以上で、偏差値がトップクラスの大学に入れる子どもが欲しかった」とも述べている。
AはTwitterなどを経由して15人程度の精子提供希望の男性と連絡を取り、うち5名ほどと面談したが、条件と合わず、話が進まなかったという。

### 提供者：男性B
2019年3月、AはSNSを経由して1人の精子提供者の男性（Bとする）と出会い、Bからの精子提供を受けることを決めた。
BはTwitter上で『精子提供@東京』と名乗り、以下のように自己紹介していたという。
- 20代で都内在住の国立大卒
- 中高時代はバスケットボール部に所属
- 身長○cm、血液型○（報道では未公表）
- 国内最大手の金融機関に勤務し、社員証を見せることも可能
- 精子の質に問題はない
- 花粉症などのアレルギーは一切なく、アルコールにも強く、大きな病気にかかったことはない

BはSNSの『Twitter』に複数のアカウント（会員登録）を保有しており、そのうちの1つで次のような卑猥な投稿を行っていた（原文ママ）。
果実感アップの僕の精子はいかがですか？　今ならなんとおかわり無料キャンペーンをやっておりますよ！笑
在宅勤務暇なんだけど笑　誰か一緒にラブホのサービスタイムに行かない？笑笑
この目的について、Bは「会社の上司や同僚と飲酒をすると下ネタの話題が出るが、辞書には載っておらず、中国人の自分には理解ができない。それで疎外感を覚え、勉強のために下ネタを言い合うアカウントを開設しているだけ。（このアカウントを経由して）実際に女性と会ったことは一度もない。」と説明した。

## 経緯

### 性交渉・妊娠
同年4月から、BによるAへの精子提供が始まった。Aの要望で、精子提供は「自然な性交渉」（タイミング法）を通じて行った。精子提供には性交渉ではなく注射器のような道具を使う方法（シリンジ法）もあるが、Aが「自然妊娠で授かった第1子と差をつけたくなかったから」と考えて、直接の性交渉を選んだ。
2人は週に2、3回程度、同年6月に妊娠が判明するまで10数回の性交渉を行い、ホテル代金としてAが総額15万円ほどを支払った。当時のAとBとのメッセンジャーアプリ『LINE』での会話記録において、AがBに対して性交渉を迫る文言を大量に送っていたほか、Aは夫についてもBへ「主人おじさんすぎて臭い」「DVをされている」（原文ママ）などと不満を述べていた。

### 妊娠後
6月にAの妊娠が判明したことで精子提供という目的が終了したが、二人の性交渉は継続していた。しかし、Aは2019年11月ごろからBに不信感を持ったという。Aによれば、「妊娠後もBと連絡を取っていたが、急にBのLINEの態度が粗暴になり、“は？　お前何考えてんの？”などと口調が荒くなった。もしBが反社会的な人物だったら第2子の父親として心配なので、Bのことを調べようと思った。」という。Bはこの態度について「妊娠後にも執拗に連絡が来たので、適当に返事をしていた。」と後に述懐した。
AはBの会社の社員寮を訪問して聞き込み調査を行い、Bの名前を調べた。「Bは中国人ではないか」と疑い、調査会社（探偵）へ依頼したところ、Bが地方国立大学卒の既婚者で、中国籍だったことが判明した。Aは後に「もし知っていれば絶対に提供を受けなかった」と述べている。
Bの学歴と国籍を知った時点でAはすでに妊娠5ヶ月であり、妊娠中絶は難しかった。Aは弁護士に相談し、警察署にも通報した。Bは事情を聴取され、妻や勤務先にも精子提供について暴露された。Aによれば、Bは「お互い探り合わない約束なのに、会社にまでなぜ連絡するんだ！」とAを非難したという。

### 出産
2020年（令和2年）2月、AはBとの子を出産した。しかし、後にAは第2子の養育を中断し、東京都内の児童福祉施設へと入所させた。Aの代理人となった弁護士によれば、「東京都の判断で入所させた」「Aは睡眠障害などを抱えており、心身の不調から第2子と暮らすことが困難である」という。

## 訴訟

### 提訴
2021年12月27日、AはBに対して約3億3,200万円の損害賠償を請求し、東京地方裁判所において訴訟を起こした。Aは「Bが性的な快楽を得るなどの目的で虚偽の情報を伝えていた」「望んでいた条件と合致しない相手との性交渉と、これに伴う妊娠・出産を強いられた」と主張し、「自らの子の父親となるべき男性を選択する自己決定権が侵害された」などと訴えた。

### 代理弁護士の初会見
翌2022年（令和4年）1月11日、Aの代理人となる弁護士が記者会見を行い、次のように表明した。
- 日本では精子提供に関する公的制度や法規制などが整備されていない[2]。
- 同様の被害者が生まれることを防ぐために（Aは）訴訟に踏み切った[2]。
- SNSなどでの個人間の精子取り引きに関する訴訟は、これが日本で最初のものである[1]（ただし実際には2000年にも類似した裁判が起きている[6]）。
- Aは本訴訟を契機として、精子提供に関する法整備に関する具体的議論が尽くされることを望んでいる[3]。

### 両者の主張

#### Aの主張
Aの主張によれば、「Bは夫と容姿が似ており、一流の金融会社で働く男性だった。日本語が堪能なので、日本人だと思った。感じのいい人だったし、社員証を苗字を隠しつつ見せられたので信用した。」という。
またAの主張によれば、「”国立大学卒とのことですが、どの大学ですか”と尋ねると、Bは”京都です”と答えた」「Aが”奥様やお付き合いしている女性はいますか”と尋ねると、Bは”いません”と答えた」といい、「改めて”京大卒なのか”と確認すると、Bはうなずいた」のだという。
このことから、Aは「Bは京都大学卒で独身の日本人である」と信じたという。

#### Bの主張
一方、Bの主張によれば、「私は”国立大学卒”で”京都方面の大学”である”としか伝えていないし、勤務先についても何も話していない。国籍については尋ねられていないし、もし尋ねられたら答えた。妻や恋人の存在については質問されたが、回答していない。」という。
またBの主張によれば、「そもそも初めから匿名での提供で、『互いの個人情報を詮索しない』という約束だったのだから、詳細を話す必要がなかった。」「将来、生まれた子どもが"自分の父親が知りたい"となったら困ると思ったので、個人情報を明かしたくなかった。」のだという。

## 有識者の見解

### 弁護士

#### 藤元達弥
提訴以前の2020年6月7日の記事では、弁護士の藤元達弥が訴訟について次のように見解を示した。 
- AがBによる精子提供を受ける理由となった事項と、それをBにより詐称されたことを示す証拠があれば、損害賠償請求は不可能ではない。
- ただ、このケースはAが妊娠後もBに性交渉を迫ったと見られる形跡が残っているようなので、そこは不利な事情になるだろう。
- そしてAとBの双方が既婚者のため「不貞行為」となり、Bの妻はAに賠償請求を行うことも可能だ。Aは、夫に知られたくないのであれば、Bを訴えることはやめたほうがいいだろう。

#### 小林芽未
同じく6月7日の記事で、弁護士の小林芽未が次のように見解を示した。
- 裁判所は性行為において避妊の有無よりも、性的合意の有無に重きを置いて判断すると思われる。性行為に合意があれば性的自由が侵害されているわけではないため、どの部分を損害とするかが争点となる。
  - 「高学歴であると偽られて性行為をした」ことについては、「Bが高学歴でなければ性行為をしなかった」といえるのであれば、Bの不法行為が認められる可能性がある。
  - AがBに性的な文言を送っていたのであれば、性行為の合意に高学歴が要素となっているとはいえず、「Aに精神的損害があった」ことを認めるのは難しくなるだろう。
- 子供はそのままでいれば嫡出推定により「Aと夫の間の実子」という扱いになるが、将来子供がどこかで真相を知った場合はどうなるのか。 
  - 認知請求は子供の権利であるため、親が勝手に放棄することはできない。たとえ親（AとB）が「認知はしない」と契約を交わしたとしても、その契約は無効となる。
  - 子供がどこかで生物学的父親（B）を知った場合は、大人になってから自分自身で養父との間の親子関係不在の訴えを起こし、実父（B）に対して認知を求めることができる。
  - おそらく現在は戸籍上の夫婦（Aと夫）が子の「実親」と扱われているのだろう。その後に特別養子縁組をすれば、「実親」との縁を切って養親の子にすることができるが、当然ながらAの夫の同意も必要となる。
- 児童相談所がもし何らかの経緯で婚外子であることを知った場合、事実を夫に伝えるかどうかは、児童相談所の裁量になるのではないか。

#### 若松陽子
同年9月4日の記事では、人工授精による親子関係に詳しい弁護士の若松陽子が次のように見解を示した。
- 精子を授受する際、本当にその人物の精子かどうかを証明できるのか。悪意が潜むリスクは絶えず生じる。
- 家族の形が多様化した現代、SNSを使った精子提供による出産は、明確な法規制がなければ拡大が止まらないだろう。
- 民法では親子関係を定めているが、精子提供については想定していない。子どもの親権や扶養義務を巡るトラブルなどが起きることも考えられる。
- 妻が夫の同意なく第三者から精子提供を受けて出産した場合、生まれた子と夫と提供者との関係や、権利・義務などに不明な点が多い。人工生殖による親子関係について、法律で定める必要がある。

#### 米山隆一
提訴の翌日の2021年12月28日のテレビ番組内で、医師・弁護士・国会議員である米山隆一は、次のように見解を示した。
- 婚外子であり、かつ、約束をした上でのことなので、債務不履行や養育費の請求といったことで裁ける問題ではあると思うし、「浮気で子どもができた」という範疇で区分けをすることもできると思う。
- ただ、いくら（Aが）ひどい目に遭ったとはいえ、3億3000万円の損害賠償額というのはどうなのだろうか。
- （Bは）生涯にわたり養育費を払うのか、それとも18歳までなのか、また、SNSでこうしたトラブルが起きた場合について、ある種の基準を作ることも必要なのだろうが、線引きは非常に難しい。
- この子が将来、京都大学に行くこともあるかもしれない。

#### 若狭勝
Aの弁護士による会見が行われた翌日の2022年1月12日、弁護士の若狭勝は、次のように見解を示した。
- 被告（B）側の反応で結果が決まってくる。
- 1つの争点は、（Aによる）最初の条件が「東京大学卒」「未婚」だというが、Bと何度も会って性交渉を結んでいるという過程で、条件がトーンダウンしてきた可能性がないかどうか。
  - （Aが）実際にBと会って人となりを見て、「この人の子どもなら（良い）」と（心情が）変わっていった可能性があるかどうか。
  - 仮に、最初からBが「東京大学や京都大学卒ではない」と言えば（Aは）「なし」となったのか。（それとも）「この人なら」という気持ちで産む決意になったのか。
  - Bの反論としては、上述のようなことが考えられる。
- 訴訟を起こすことは、法律的にありうる話で、全く問題ないと思う。
- ただし、原告が勝訴するのかどうかは、被告の反応をみないとなんとも言えない。
- 個人的には、三浦綾子の小説『氷点』と重ねてしまった。
- 生まれてきた子どもがどういう立場になるのかを最も危惧、心配している。

#### 梅原ゆかり
同年1月21日、弁護士の梅原ゆかりは、「精子提供はこのところ議論の俎上にのぼることも増えており、それに合わせて今後、この問題をめぐる訴訟も増えてくる可能性がある。」と見解を示した上で、2000年に起きた類似事件について紹介した。

### 医師

#### 宮崎薫
提訴以前の2020年5月20日の記事では、婦人科の医師で不妊治療に携わっている宮崎薫が、次のように日本国内での現状を解説した。
- 日本でAIDを行う医療機関はもともと少ないうえ、徐々に減ってきている。理由は精子提供者が情報を開示する必要性が高まってきた点にある。提供者が将来に特定されれば、養育費や扶養の義務といった問題になりかねない。
- 結果的に、法的規制のないインターネット上で精子提供が行われている。日本産科婦人科学会としては（そのような提供手段を）認めていないが、法律で明らかに禁じているというわけではないので、横行するのだろう。
- 精子の提供者と被提供者が性交渉を行う危険性としては、性感染症のリスクや、夫婦間以外で性交渉をすることによる夫婦関係への悪影響などが考えられる。

#### 柏崎祐士
同年6月7日の記事では、日本生殖医学会の認定医師で不妊治療の専門家である柏崎祐士が、次のように現状を解説した。
- 自分の出自を知る権利が世界的に認められてきており、日本でもその方向で議論が進んでいる。
- 2017年、日本国内でAIDの約半数を行っていた慶應義塾大学病院が、精子提供者との同意文書に「生まれた子が情報開示を病院に求めた場合、応じる可能性がある」旨を明記したところ、提供者がいなくなった。扶養義務を負う可能性が出てくるためだ。それ以降、慶應義塾大学病院は精子提供者の受け入れを中止した。
- 世界的にも、性行為を通じた精子提供は認められていない。情が移るなど、さまざまな危険性があるからだ。
- SNS経由での提供の禁止や合法的な精子バンクの設立に関する法整備を行うことを、専門家会議や学術会議から厚生労働省に請願しているが、現状では後回しにされている。

#### 田中守
同年9月4日の記事では、AIDに携わっている慶應義塾大学病院の産婦人科の教授である田中守が、次のように解説した。慶應義塾大学病院では、提供者の感染症が後から発覚する場合もあるため、精子を6カ月以上も冷凍保存して使用してきた。感染症や遺伝疾患などの懸念があるためであり、「生」で使えば安全の保証はない。